# Вулиця Андрія Мельника (Черкаси)
Ву́лиця Андрія Ме́льника — вулиця в Черкасах.

## Розташування
Вулиця починається від перехрестя вулиць Оборонної, Академіка Корольова та Лесі Українки. Простягається на південний захід, закінчується тупиком перед пустирем.

## Опис
Вулиця вузька, асфальтована.

## Походження назви
Вулиця носить назву на честь українського військового, полковника Армії УНР Андрія Мельника.

## Будівлі
По вулиці розташовані лише два підприємства ліворуч.